# NGC 93
NGC 93 é uma galáxia espiral (Sb) localizada na direcção da constelação de Andromeda. Possui uma declinação de +22° 24' 32" e uma ascensão recta de 0 horas, 22 minutos e 03,4 segundos.
A galáxia NGC 93 foi descoberta em 26 de Outubro de 1854 por William Parsons.